# 941
| Calendário gregoriano                                                        | 941 CMXLI                                            |
| Ab urbe condita                                                              | 1694                                                 |
| Calendário arménio                                                           | 390 – 391                                            |
| Calendário bahá'í                                                            | -903 – -902                                          |
| Calendário budista                                                           | 1485                                                 |
| Calendário chinês                                                            | 3637 – 3638 Início a 31 de janeiro (aproximadamente) |
| Calendário copta                                                             | 657 – 658                                            |
| Calendário etíope                                                            | 933 – 934                                            |
| Calendários hindus - Vikram Samvat - Calendário nacional indiano - Cáli Iuga | 996 – 997 862 – 863 4041 – 4042                      |
| Calendário Holoceno                                                          | 10941                                                |
| Calendário islâmico                                                          | 329 – 330                                            |
| Calendário judaico                                                           | 4701 – 4702                                          |
| Calendário persa                                                             | 319 – 320                                            |
| Calendário rúnico                                                            | 1191                                                 |
| Calendário solar tailandês                                                   | 1484                                                 |

941 (CMXLI na numeração romana foi um ano comum do século X do Calendário Juliano, da Era de Cristo, teve início a uma sexta-feira e terminou também a uma sexta-feira, e a sua letra dominical foi C (52 semanas).
No território que viria a ser o reino de Portugal estava em vigor a Era de César que já contava 979 anos.
| Ano completo                       |
| ---------------------------------- |
| Ano comum com início à sexta-feira |

## Eventos
- Cerco de Constantinopla - levado a cabo pela Rússia de Quieve.

## Nascimentos
- Rei Eduíno de Inglaterra (data provável; m. 959).